# Bromeliàcies
|  | «Bromèlia» redirigeix aquí. Vegeu-ne altres significats a «Bromelia». |

Les bromeliàcies (Bromeliaceae) formen una família de plantes amb flor. Algunes de les plantes d'aquesta famíla reben el nom popular de bromèlies. A les bromeliàcies, pertany la pinya tropical o ananàs (Ananas comosus). Els gèneres i espècies d'aquesta família són originaris de llocs de climes tropical i subtropical d'Amèrica. No hi ha arbres dins aquesta família, l'espècie més grossa (del gènere Puya) fa uns 4 metres. Hi ha moltes espècies epífites, és a dir, que creixen sobre altres plantes, però també n'hi ha que creixen sobre terra. Moltes bromeliàcies poden emmagatzemar aigua en un dipòsit format per les seves fulles i hi ha espècies suculentes que creixen en climes desèrtics i subdesèrtics.

## Gèneres
- Abromeitiella Mez
- Acanthostachys Klotzsch
- Aechmea Ruiz i Pav.
- Ananas Mill. - Inclou la pinya tropical.
- Andrea Mez
- Androlepis Brongn ex Houllet
- Araeococcus Brongn
- Ayensua L.B.Sm.
- Billbergia Thunb.
- Brewcaria L.B.Sm., Steyerm. i H.Rob
- Brocchinia Schult.f.
- Bromelia L.
- Canistrum E.Morren
- Catopsis Griseb.
- Connellia N.E.Br.
- Cottendorfia Schult.f.
- Cryptanthus Otto i A.Dietr.
- Deuterocohnia Mez
- Disteganthus Lem.
- Dyckia Schult.f.
- Encholirium Mart. ex Schult.f.
- Fascicularia Mez
- Fernseea Baker
- Fosterella L.B.Sm.
- Glomeropitcairnia Mez
- Greigia Regel
- Guzmania Ruiz i Pav.
- Hechtia Klotzsch
- Hohenbergia Schult.f.
- Hohenbergiopsis L.B.Sm. i Read
- Lindmania Mez
- Lymania Read
- Mezobromelia L.B.Sm
- Navia Schult.f.
- Neoglaziovia Mez
- Neoregelia L.B.Sm.
- Nidularium Lem.
- Ochagavia Phil.
- Orthophytum Beer
- Pitcairnia L'Her.
- Portea K. Koch
- Pseudaechmea L.B.Sm. i Read
- Pseudananas Hassl. ex Harms
- Puya Molina
- Quesnelia Gaudich.
- Ronnbergia E.Morren i Andre
- Steyerbromelia L.B.Sm
- Streptocalyx Beer
- Tillandsia L.
- Vriesia Lindl.
- Werauhia J.R.Grant
- Wittrockia Lindm.